# Villanueva de Castellón
Castelló (em valenciano e oficialmente ou: Castelló de la Ribera, Vilanova de Castelló ou, no passado, Castelló de Xàtiva ou Castelló de Carcaixent em castelhano: Villanueva de Castellón) é um município da Espanha, na província de Valência, Comunidade Valenciana. Tem 20,3 km² de área e em 2021 tinha 6 996 habitantes (densidade: 344,6 hab./km²). Pertence à comarca de Ribera Alta e limita com os municípios de Xàtiva, Alberic, Beneixida, Carcaixent, Gavarda, la Llosa de Ranes, Manuel, la Pobla Llarga, Sant Joanet e Senyera.